# Gary Waddock
Gary Waddock, né le 17 mars 1962 à Kingsbury dans le Grand Londres (Angleterre) est un footballeur irlandais, qui évoluait au poste de milieu de terrain à Queens Park Rangers et en équipe de la république d'Irlande.
Waddock a marqué trois buts lors de ses vingt-et-une sélections avec l'équipe de la république d'Irlande entre 1980 et 1990.

## Palmarès

### En équipe nationale
- 21 sélections et 3 buts avec l'équipe de la république d'Irlande entre 1980 et 1990.

### Avec Queens Park Rangers
- Vainqueur du Championnat d'Angleterre de football D2 en 1983.
- Finaliste de la Coupe d'Angleterre de football en 1982.
- Finaliste de la Coupe de la ligue anglaise de football en 1986.

## Sources
- (en) Stephen McGarrigle, The Complete who's who of Irish international football : 1945-1996, Edimbourg, Mainstream Publishing, octobre 1996, 237 p. (ISBN 1-85158-894-9), p. 185-186